# Günther Schneider-Siemssen

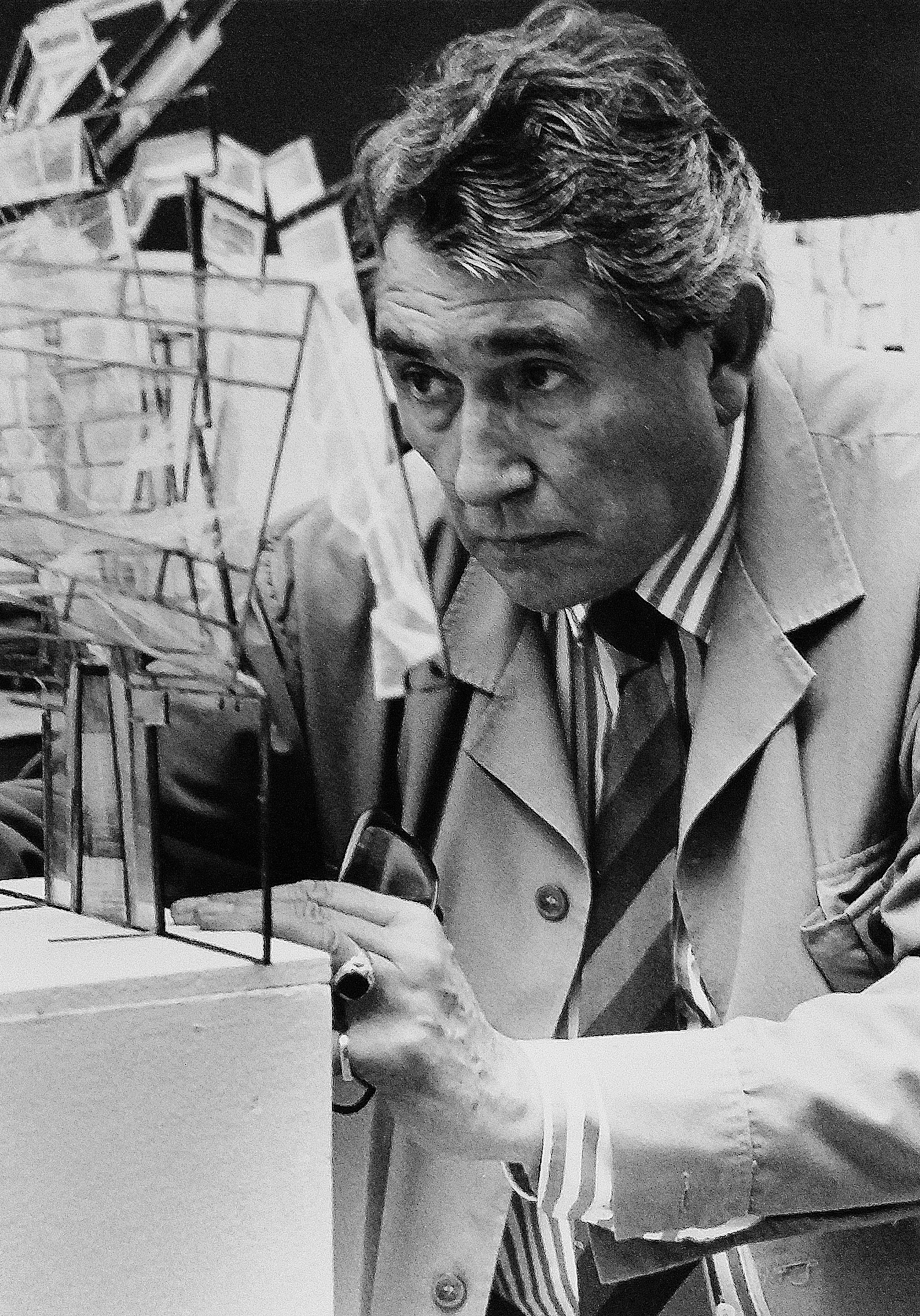
Günther Schneider-Siemssen bei der Arbeit

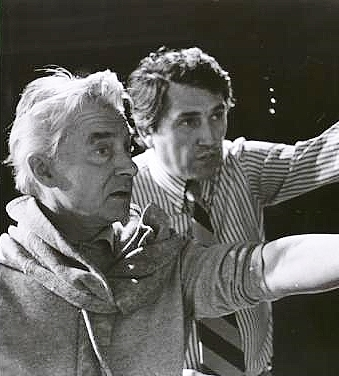
Schneider-Siemssen mit Herbert von Karajan bei einer Probe

Günther Schneider-Siemssen (* 7. Juni 1926 in Augsburg; † 2. Juni 2015 in Wien) war ein deutsch-österreichischer Bühnenbildner.

## Leben
Günther Schneider-Siemssen wurde als Günther Schneider geboren und trägt den zweiten Namen durch seinen Großvater mütterlicherseits, der Siemssen hieß. Er verbrachte seine Kindheit und Jugend in München und wollte anfangs Dirigent werden. Anlässlich eines Vorstellungsgespräches bei Clemens Krauss riet ihm dieser davon ab und empfahl ihm eine Ausbildung zum Bühnenbildner. Daraufhin studierte er Bühnenbild an der Akademie der Bildenden Künste München.
Schneider-Siemssen war 1951 bis 1954 Ausstattungschef des Salzburger Landestheaters, in einer Nebenfunktion betreute er auch das Salzburger Marionettentheater und anschließend war er bis 1960 Ausstattungsleiter in Bremen. Ab 1960 war er unter Herbert von Karajan an der Wiener Staatsoper beschäftigt und von 1962 bis 1986 war er Ausstattungsleiter der Österreichischen Bundestheater (dazu gehören Staatsoper, Volksoper, Burgtheater und Akademietheater), ab 1965 auch für die Salzburger Festspiele. In dieser Funktion entwarf er zahllose Bühnenbilder, die stilprägend wurden. Außer in Wien arbeitete er an vielen weiteren bedeutenden Theatern, etwa an der Metropolitan Opera in New York oder dem Teatro Colón in Buenos Aires.
Ein Grundzug seiner Arbeiten ist die Betonung der Lichtregie, die die praktikable Bühnendekoration an Bedeutung übertrifft. Er entwickelte einen symbolischen Stil, der mittels handgemalter Projektionen und raffinierter Spezialeffekte über Großbildprojektoren des Wiener Herstellers Ludwig Pani realisiert wurde. Bei einer Produktion von Hoffmanns Erzählungen am Salzburger Marionettentheater brachte er im Jahre 1985 erstmals die holographische Technologie auf der Bühne zum Einsatz.
Die Regisseure, mit denen er primär zusammenarbeitete, waren Karajan (28 Bühnenbilder) und Otto Schenk (60 Bühnenbilder). 
Seine sieben Ausstattungen von Richard Wagners Ring-Tetralogie brachten ihm als Bühnenbildner den Beinamen Herr der Ringe ein.
Für seine ausdrucksstarken Wagner-Interpretationen erhielt er im Jahr 2009 den „Anton-Seidl-Preis“ („Anton-Seidl-Award“) der „Wagner-Society of New York“.

## Privatleben
Seit 1973 war Günther Schneider-Siemssen österreichischer Staatsbürger, lebte in Wien und Seeham nahe Salzburg, war verheiratet und hinterließ vier Kinder. Schneider-Siemssen verstarb kurz vor seinem 89. Geburtstag nach langer Krankheit in Wien und wurde auf dem Wiener Zentralfriedhof in einem ehrenhalber gewidmeten Grab (Gruppe 40, Nummer 187) bestattet.

## Auszeichnungen
- 1987: Ehrenmedaille der Bundeshauptstadt Wien in Gold
- 1998: Österreichisches Ehrenkreuz für Wissenschaft und Kunst
- 2009: „Anton-Seidl-Award“ der „Wagner-Society of New York“.